# Abitur im Saarland
Das Abitur im Saarland wird durch den erfolgreichen Abschluss der gymnasialen Oberstufe (Jahrgangsstufe 10–12) und der zentral gestellten Abiturprüfung absolviert.
Bis 2010 erfolgte die Abiturprüfung nach einer Einführungsphase (Jahrgangsstufe 11) und einer Hauptphase (Jahrgangsstufen 12 und 13). Am 2. Juli 2007 wurde die „Schul- und Prüfungsordnung über die gymnasiale Oberstufe und die Abiturprüfung im Saarland“ (GOS-VO) verabschiedet und damit das Abitur nach zwölf Jahren im Saarland eingeführt. 2009 nahmen zwei Jahrgänge am Abitur teil, die Abiturprüfung war daher durch eine Übergangsregelung leicht abweichend organisiert. Der erste reine G8-Jahrgang schloss 2010 die Prüfung ab.
Am 17. April 2018 stimmte die saarländische Landesregierung einer Reform der Gymnasialen Oberstufe Saar (GOS) zu. Zu dieser Änderung zählt u. a. auch eine Erweiterung der Auswahl der Kurse auf erhöhtem Leistungsniveau (E-Kurse), zukünftig wieder Leistungskurse, auf die naturwissenschaftlichen Fächer (Biologie, Chemie, Physik), auf die gesellschaftswissenschaftlichen Fächer (Politik, Erdkunde, Geschichte), Informatik, Sport, Musik, Bildende Kunst, Religion und Allgemeine Ethik. Die neue GOS-Verordnung gilt ab dem Schuljahr 2018/19 für Schüler ab jetziger Klassenstufe 10 aufsteigend. Das bedeutet, dass der erste Abiturjahrgang nach neuer GOS-Verordnung 2021 die Prüfungen abschließen wird.

## Einführungsphase

### Zugangsberechtigung
Das erste Jahr (Jahrgangsstufe 10) wird als Einführungsphase bezeichnet. Zugangsberechtigt zur Einführungsphase sind:
- Gymnasialschüler mit erfolgreicher Versetzung in die Klassenstufe 10
- Real- und Gesamtschüler mit entsprechend guten Noten in der Klassenstufe 10 und zwei Fremdsprachen

Gesamt- und Realschüler mit nur einer Fremdsprache können ihr Abitur an Beruflichen Gymnasien, am Technisch-Wissenschaftlichen Gymnasium (TWG), am Wirtschaftswissenschaftlichen Gymnasium (WWG) oder an Schulen mit speziellen Sprachangeboten ablegen.

### Obligatorische Fächer
In der Einführungsphase werden folgende Fächer obligatorisch belegt (die einzelnen Profile weichen teilweise mehr oder weniger intensiv davon ab):
| Fach            | Wochenstunden |
| --------------- | ------------- |
| Mathematik      | 4             |
| Deutsch         | 4             |
| 2 Fremdsprachen | je 3 (=6)     |
| Sozialkunde     | 2             |
| Sport           | 2             |
| Gesamt          | 18            |

### Wahlpflichtbereiche
| Naturwissenschaftlich-Gesellschaftliches Profil (4 der 5) |               |
| Fach                                                      | Wochenstunden |
| Geschichte                                                | je 2          |
| Erdkunde                                                  | je 2          |
| Physik                                                    | je 2          |
| Chemie                                                    | je 2          |
| Biologie                                                  | je 2          |
| Gesamt                                                    | 8             |
|                                                           |               |
| Künstlerisches Profil (1 der 2)                           |               |
| Fach                                                      | Wochenstunden |
| Musik                                                     | je 2          |
| Bildende Kunst                                            | je 2          |
| Gesamt                                                    | 2             |
|                                                           |               |
| Ethisches Profil (1 der 3)                                |               |
| Fach                                                      | Wochenstunden |
| Religion (katholisch)                                     | je 2          |
| Religion (evangelisch)                                    | je 2          |
| Allgemeine Ethik                                          | je 2          |
| Gesamt                                                    | 2             |
|                                                           |               |
| Wahlpflichtfach (mindestens 1, maximal 2)                 |               |
| Fach                                                      | Wochenstunden |
| 3./4. Fremdsprache                                        | 3             |
| fünftes GW/NW-Fach                                        | je 2          |
| zweites Kunstfach                                         | je 2          |
| Darstellendes Spiel                                       | je 2          |
| Philosophie                                               | je 2          |
| Informatik                                                | je 2          |
| Wirtschaftslehre                                          | je 2          |
| Sporttheorie                                              | je 2          |
| Gesamt                                                    | 2–5           |
|                                                           |               |
| Σ Wahlpflichtbereiche                                     | 14–17         |
| + obligatorischer Bereich                                 | +18           |
|                                                           |               |
| Pflichtwochenstundenzahl                                  | 32–36         |

## Hauptphase
Die Hauptphase umfasst die vier Halbjahre 11/1 bis 12/2.

### E-Kurse / L-Kurse
Ein Kurs auf erhöhtem Leistungsniveau (E-Kurs) ist ein Kurs mit erhöhtem Niveau. Zwei Fächer aus den Kernfächern Deutsch, Mathematik und Fremdsprache müssen als E-Kurs belegt werden. Diese Fächer werden mit fünf Wochenstunden unterrichtet.
Durch die Reform der Gymnasialen Oberstufe Saar (GOS) erweitert sich, ab dem Schuljahr 2018/19 an Beruflichen Oberstufengymnasien sowie ab dem Schuljahr 2019/20 an Gymnasien, das Kursangebot für einen der beiden E-Kurse auf die naturwissenschaftlichen Fächer (Biologie, Chemie, Physik), auf die gesellschaftswissenschaftlichen Fächer (Politik, Erdkunde, Geschichte), Informatik, Sport, Musik, Bildende Kunst, Religion und Allgemeine Ethik. Die E-Kurse werden auch wieder in Leistungskurse umbenannt.

### G-Kurse
Alle Kurse, die nicht als E-Kurs belegt werden, gelten als Kurse auf grundlegendem Leistungsniveau (Grundkurse bzw. G-Kurse). Dies sind Kurse mit grundlegendem Anspruchsniveau. Mit der Reform des GOS-VO bestehen mehr Wahlmöglichkeiten, allerdings wird das Fach Geschichte zukünftig verpflichtend unterrichtet.
| GOS-VO 2007–2019                                                                          | Reform der GOS-VO ab 2019                                                                        |
| ----------------------------------------------------------------------------------------- | ------------------------------------------------------------------------------------------------ |
| Pflichtfächer                                                                             | Sofern nicht als L-Kurs gewählt...                                                               |
| das dritte Kernfach, das nicht als E-Kurs belegt wurde (4 WS)                             | das zweite und dritte Kernfach (4 WS)                                                            |
| eines der naturwissenschaftlichen Fächer Biologie, Chemie oder Physik (4 WS)              | eines der naturwissenschaftlichen Fächer Biologie, Chemie oder Physik (3 WS)                     |
| eines der gesellschaftswissenschaftlichen Fächer Geschichte, Erdkunde oder Politik (4 WS) | eines der gesellschaftswissenschaftlichen Fächer Geschichte (2 WS), Erdkunde oder Politik (3 WS) |
| eines der Fächer Musik oder Bildende Kunst (2 WS)                                         | eines der Fächer Musik oder Bildende Kunst (2 WS)                                                |
| das Fach Religion beziehungsweise Allgemeine Ethik (2 WS)                                 | das Fach Religion beziehungsweise Allgemeine Ethik (2 WS)                                        |
| Sport (2 WS)                                                                              | Sport (2 WS)                                                                                     |
| ein Seminarfach (2 WS)                                                                    | Pflichtfach Geschichte (mind. 1 WS)                                                              |
| ein Neigungsfach (4 WS)                                                                   | weitere Fächer (mind. 7 WS)                                                                      |
| Summe G-Kurse: 24 WS                                                                      | Summe G-Kurse: 24 WS                                                                             |

### Neigungsfach

#### GOS-VO 2007–2019
Als Neigungsfach kann jedes Fach außer den E-Kursen, den gewählten Pflichtgrundfächern, dem Seminarfach, Darstellendes Spiel und Allgemeine Ethik gewählt werden. Das Neigungsfach wird mit vier Wochenstunden unterrichtet. Eine Ausnahme stellen die berufsbildenden Gymnasien dar, hier ist das Neigungsfach zwingend eine Fremdsprache oder ein berufliches Fach. Wird als Neigungsfach ein ansonsten zweistündiges Fach (Musik, Bildende Kunst, Religion, Ethik, Sport) gewählt, ist ein weiteres Fach als Ergänzungsfach zu wählen.

#### GOS-VO ab 2019
Das Neigungsfach wird nur noch zweistündig angeboten mit den Fächern Kunstfach2, Darstellendes Spiel, Philosophie, Wirtschaftslehre, Informatik oder Technik.

### Seminarfach
Das Seminarfach hat eine interdisziplinäre Ausrichtung und soll fächerübergreifend und -verbindend unterrichtet werden. Das Fach wird durchgängig mit zwei Wochenstunden unterrichtet. Der Schüler kann im Rahmen des Seminarfaches eine besondere Lernleistung erbringen, die sich über zwei Halbjahre erstreckt, zum Beispiel die Teilnahme an einem ausgeschriebenen Wettbewerb, eine Jahresarbeit oder ein fächerübergreifendes Projekt.

### Punktesystem
Die Bewertung erfolgt in folgendem Punktesystem:
| Punkte | Note in Worten       | Note (mit Tendenz) | Rohpunkte                                       | Notendefinition | Bemerkung           |
| ------ | -------------------- | ------------------ | ----------------------------------------------- | --- | ------------------- |
| 15     | sehr gut             | 1+                 | 97 %(bis Abitur 2020) bzw. 95 %(ab Abitur 2021) | Die Leistungen entsprechen den Anforderungen in besonderem Maße. |                     |
| 14     | sehr gut             | 10                 | 93 %(bis Abitur 2020) bzw. 90 %(ab Abitur 2021) | Die Leistungen entsprechen den Anforderungen in besonderem Maße. |                     |
| 13     | sehr gut             | 1−                 | 90 %(bis Abitur 2020) bzw. 85 %(ab Abitur 2021) | Die Leistungen entsprechen den Anforderungen in besonderem Maße. |                     |
| 12     | gut                  | 2+                 | 85 %(bis Abitur 2020) bzw. 80 %(ab Abitur 2021) | Die Leistungen entsprechen den Anforderungen voll. |                     |
| 11     | gut                  | 20                 | 80 %(bis Abitur 2020) bzw. 75 %(ab Abitur 2021) | Die Leistungen entsprechen den Anforderungen voll. |                     |
| 10     | gut                  | 2−                 | 75 %(bis Abitur 2020) bzw. 70 %(ab Abitur 2021) | Die Leistungen entsprechen den Anforderungen voll. |                     |
| 9      | befriedigend         | 3+                 | 70 %(bis Abitur 2020) bzw. 65 %(ab Abitur 2021) | Die Leistungen entsprechen den Anforderungen im Allgemeinen. |                     |
| 8      | befriedigend         | 30                 | 65 %(bis Abitur 2020) bzw. 60 %(ab Abitur 2021) | Die Leistungen entsprechen den Anforderungen im Allgemeinen. |                     |
| 7      | befriedigend         | 3−                 | 60 %(bis Abitur 2020) bzw. 55 %(ab Abitur 2021) | Die Leistungen entsprechen den Anforderungen im Allgemeinen. |                     |
| 6      | ausreichend          | 4+                 | 55 %(bis Abitur 2020) bzw. 50 %(ab Abitur 2021) | Die Leistungen weisen zwar Mängel auf, entsprechen aber im Ganzen noch den Anforderungen.                                                                                                |                     |
| 5      | ausreichend          | 40                 | 50 %(bis Abitur 2020) bzw. 45 %(ab Abitur 2021) | Die Leistungen weisen zwar Mängel auf, entsprechen aber im Ganzen noch den Anforderungen.                                                                                                |                     |
| 4      | schwach ausreichend1 | 4−                 | 45 %(bis Abitur 2020) bzw. 40 %(ab Abitur 2021) | Die Leistungen weisen Mängel auf und entsprechen den Anforderungen nur noch mit Einschränkungen.1                                                                                        | defizitärer Bereich |
| 3      | mangelhaft           | 5+                 | 38 %(bis Abitur 2020) bzw. 33 %(ab Abitur 2021) | Die Leistungen entsprechen den Anforderungen nicht, lassen jedoch erkennen, dass die notwendigen Grundkenntnisse vorhanden sind und die Mängel in absehbarer Zeit behoben werden können. | defizitärer Bereich |
| 2      | mangelhaft           | 50                 | 32 %(bis Abitur 2020) bzw. 27 %(ab Abitur 2021) | Die Leistungen entsprechen den Anforderungen nicht, lassen jedoch erkennen, dass die notwendigen Grundkenntnisse vorhanden sind und die Mängel in absehbarer Zeit behoben werden können. | defizitärer Bereich |
| 1      | mangelhaft           | 5−                 | 25 %(bis Abitur 2020) bzw. 20 %(ab Abitur 2021) | Die Leistungen entsprechen den Anforderungen nicht, lassen jedoch erkennen, dass die notwendigen Grundkenntnisse vorhanden sind und die Mängel in absehbarer Zeit behoben werden können. | defizitärer Bereich |
| 0      | ungenügend           | 60                 | 0 %                                             | Die Leistungen entsprechen den Anforderungen nicht und selbst die Grundkenntnisse sind so lückenhaft, dass die Mängel in absehbarer Zeit nicht behoben werden können.                    | nicht belegt        |

1 = Entgegen der offiziellen Definition der Note „schwach ausreichend“ gilt ein Kurs mit dieser Benotung nicht als bestanden; die Leistungen entsprechen den Anforderungen nicht.

## Abiturprüfung
Die Abiturprüfung findet landeszentral im vierten Halbjahr (12/2) statt. Geprüft werden fünf Prüfungsfächer, davon vier schriftlich und eins mündlich. Das Seminarfach kann weder schriftliches noch mündliches Abiturprüfungsfach sein. Auf Antrag des Schülers kann eins der schriftlichen Fächer zusätzlich mündlich geprüft werden. In den drei Kernfächern (ab 2021: in mindestens zwei Kernfächern) muss eine Prüfung abgelegt werden. Schriftlich geprüft werden die beiden E-Kurse/L-Kurse und zwei G-Kurse. Mündlich geprüft wird ein G-Kurs. Die Aufgabenfelder sprachlich-literarisch-künstlerisch, gesellschaftswissenschaftlich und mathematisch-naturwissenschaftlich-technisch müssen dabei abgedeckt werden.
Vom zeitlichen Umfang her werden die E-Kurse fünfstündig (L-Kurse ab 2021 4h 30min), die G-Kurse dreistündig (ab 2021 3h bis 3h 45min) geschrieben. Die mündliche Prüfung dauert 20 Minuten.

## Abiturnote
Um die Note zu ermitteln, werden die Punkte der Gesamtqualifikation nach einem Schlüssel in die Abiturnoten umgerechnet. Im Kursbereich können höchstens 600, im Abiturbereich höchstens 300 Punkte erreicht werden. Die Gesamtqualifikation setzt sich zusammen aus:

### Qualifikation im Kursbereich
Insgesamt sind 36 Kurse (ab 2021: 40 Kurse) einzubringen. Dabei entfallen 4 * 5 = 20 auf die Prüfungsfächer. Zusätzlich, soweit nicht durch die Prüfungsfächer abgedeckt, müssen eingebracht werden:
- vier Kurse in den Kernfächern
- vier Kurse des gesellschaftswissenschaftlichen Pflichtfaches
- vier Kurse des naturwissenschaftlichen Pflichtfaches
- zwei Kurse Musik oder Bildende Kunst
- zwei Kurse Religion/Allgemeine Ethik

Kein Fach darf mit „ungenügend“ (00) abgeschlossen sein und in 29 Kursen (ab 2021: 32 Kursen) muss mindestens die Note „ausreichend“ (05) erreicht werden. Die Punktzahl muss mindestens 180 (ab 2021: 200) betragen. Zur Ermittlung der Punkte werden die Noten der 36 Kurse (bis 2021) mit dem Faktor 40/36 gewichtet. Ab 2021 werden die 40 Halbjahresergebnisse in einfacher Wertung addiert.

### Qualifikation im Abiturbereich
Die Abiturprüfung gilt als bestanden, wenn in mindestens drei Prüfungsfächern (darunter ein E-Fach/L-Fach) die vervierfachte Endnote jeweils mindestens 20 Punkte beträgt. Die Punktsumme der vervierfachten Endnoten muss mindestens 100 betragen.

### Gesamtqualifikation
Zur Berechnung der Gesamtqualifikation werden die erreichten Gesamtpunktzahlen der Kursbereiche und der Abiturbereiche addiert und in eine Durchschnittsnote umgerechnet.
Es müssen mindestens 300 Punkte erreicht werden.
Die Abiturdurchschnittsnote ergibt sich durch die Punktzahl der Gesamtqualifikation:
| Gesamtpunktzahl | Durchschnittsnote |
| --------------- | ----------------- |
| 900–823         | 1,0               |
| 822–805         | 1,1               |
| 804–787         | 1,2               |
| 786–769         | 1,3               |
| 768–751         | 1,4               |
| 750–733         | 1,5               |
| 732–715         | 1,6               |
| 714–697         | 1,7               |
| 696–679         | 1,8               |
| 678–661         | 1,9               |
| 660–643         | 2,0               |
| 642–625         | 2,1               |
| 624–607         | 2,2               |
| 606–589         | 2,3               |
| 588–571         | 2,4               |
| 570–553         | 2,5               |

| Gesamtpunktzahl | Durchschnittsnote |
| --------------- | ----------------- |
| 552–535         | 2,6               |
| 534–517         | 2,7               |
| 516–499         | 2,8               |
| 498–481         | 2,9               |
| 480–463         | 3,0               |
| 462–445         | 3,1               |
| 444–427         | 3,2               |
| 426–409         | 3,3               |
| 408–391         | 3,4               |
| 390–373         | 3,5               |
| 372–355         | 3,6               |
| 354–337         | 3,7               |
| 336–319         | 3,8               |
| 318–301         | 3,9               |
| 300             | 4,0               |
| < 300           | nicht bestanden   |